# Fredrik Steude
Fredrik Steude, död 15 april 1844, var en klarinettist vid Kungliga hovkapellet.

## Biografi
Fredrik Steude gifte sig 1827 med Emilie Berg. Han anställdes 1 juli 1838 som klarinettist vid Kungliga hovkapellet i Stockholm. Steude avled 15 april 1844.